# Natalja Michajłowa
Natalja Wasiljewna Michajłowa, ros. Наталья Васильевна Михайлова (ur. 19 maja 1948 w Moskwie) – radziecka pływaczka.
Po raz pierwszy pojawiła się na Letnich Igrzyskach Olimpijskich w 1964 roku w Tokio w Japonii w dwóch konkurencjach, ale nie dostała się do finałów. Dwa lata później wystąpiła na 11. Mistrzostwach Europy w Pływaniu w Utrechcie w Holandii, zdobywając srebrny medal w sztafecie 4 × 100 m stylem zmiennym kobiet. Była także czwarta na 100 metrów stylem grzbietowym indywidualnie. Podczas kariery zdobyła sześć krajowych tytułów oraz ustanowiła 21 krajowych rekordów w różnych konkurencjach: stylem grzbietowym, dowolnym oraz zmiennym.
W 1989 roku Michajłowa pojawiła się na mistrzostwach w ZSRR w kategorii masters. Podczas mistrzostw Europy zdobyła 12 medali: 1 złote, 2 srebrne i 6 brązowych, a także dwa srebrne i cztery brązowe medale podczas mistrzostw świata. Między 1989 a 2010 rokiem zdobyła 82 tytuły oraz ustanowiła więcej niż 150 rekordów.